# Mariya Gabriel
Mariya Ivanova Gabriel (Gotse Delchev, 20 de maio de 1979) é uma política búlgara, membra do GERB, ex-Comissária Europeia para a Economia e Sociedade Digital e atual vice-primeira-ministra da Bulgária. Foi Membra do Parlamento Europeu entre 2009 e 2017. Serviu como vice-presidente do Partido popular Europeu (PPE), vice-presidente do PPE Mulheres e chefe da delegação búlgara do EPP. Ela foi nomeada para a Comissão Europeia para o preenchimento de um lugar deixado vago pela saída de Kristalina Georgieva.
Em 22 de maio de 2023, uma coalizão de GERB e Continuamos a Mudança – Bulgária Democrática (PP-DB) concordou em formar um governo com dois primeiros-ministros rotativos, Nikolai Denkov e Gabriel. Em 6 de junho assumeio cargo de vice-primeira-ministra da Bulgária.
Em 2023 foi distinguida com o Prémio Femina à Mulher do Mundo, atribuído pela Matriz Portuguesa – Associação para o Desenvolvimento da Cultura e do Conhecimento.

## Ligação externa
- Mariya Gabriel – biografia no site pessoal
- Mariya Gabriel – Parlamento Europeu site